# Ngeri-Ngeri Sedap
Ngeri-Ngeri Sedap es una película de comedia dramática de Indonesia de 2022 dirigida y escrita por Bene Dion Rajagukguk. La película está ambientada en la tribu Batak, protagonizada por Arswendy Beningswara Nasution, Tika Panggabean, Boris Bokir Manullang, Gita Bhebhita Butar-butar, Lolox e Indra Jegel. La película se estrenó en los cines de Indonesia el 2 de junio de 2022. A pesar de tener el mismo título que el libro escrito por Bene Dion, la película no es una adaptación del libro.

## Argumento
Pak Domu y Mak Domu son padres de cuatro hijos: Sarma E. Purba; Domu, Gabe y Sahat Purba. Sarma vive con sus padres, mientras que los demás viven en ciudades exteriores con sus propias carreras. Debido al anhelo y a la proximidad de una típica fiesta de acción de gracias de Batak, ambos padres quieren que sus hijos se vayan a casa, pero se enfrentan a un dilema: Domu quiere casarse con una mujer de Sundanese, pero Pak Domu se lo prohíbe porque cree que otras personas no pueden entender a Batak. costumbres; Gabe es un comediante a pesar de que el Sr. Domu le dio una conferencia para especializarse en derecho; Sahat vive en Yogyakarta con alguien llamado Pak Pomo después de la universidad y no quiere volver. Pak Domu y Mak Domu también decidieron fingir que querían divorciarse; inmediatamente se fueron a casa pero solo se quedarían temporalmente.
Después de que la discusión en la cena no trajo paz, los niños llevaron a sus padres a Holbung Hill y hablaron sin que se vieran; Pak Domu pide que lo defiendan porque él es quien mantiene a la familia, y Mak Domu dice que su esposo la está cansando. La madre de Pak Domu les dijo a sus nietos que ya lo sabía todo y les dijo que se quedaran hasta que terminara la ceremonia de acción de gracias.
El día después de que terminó el evento, Mak Domu tuvo que descansar debido a una fiebre; Pak Domu regañó a Domu, Gabe y Sahat por no querer seguir sus deseos. Los niños acordaron que si aún no había final, regresarían a sus respectivos lugares. Pak Domu luego comenzó una discusión que enfureció a todos, incluido Mak Domu, por su ideología patrilineal . Mak Domu también filtró el secreto de que el escenario del divorcio era falso y que Sarma lo sabía. Sarma dijo que se sentía presionado a seguir siempre las órdenes de sus padres. Mak Domu dijo que realmente quería el divorcio. Fue a la casa de su madre, mientras que los niños se fueron a casa, excepto Sahat por órdenes de su abuela.
Pak Domu le confió a su madre que solo estaba siguiendo el camino de su padre; su madre decía que cada familia es diferente y la forma de liderarla también debe ser diferente. Luego, Pak Domu conoció a sus hijos y aprendió varias cosas: la futura esposa de Domu puede aprender las costumbres de Batak, los colegas de Gabe son gente comprensiva y Pak Pomo dice que Sahat es una persona respetable en el pueblo. Pak Domu también trajo todo a casa, recordando las órdenes de Mak Domu. Eran una familia juntos.
Al final de la película hay una cita del Batak umpasa, a saber, " Sidot ma sigompa, golang-golang pangarahutna". On ma na boi tarpatupa, sai godang ma pinasuna ”, que significa “Esto es lo que podemos servir, que tengas muchas bendiciones”.

## Reparto

### Familia Domu
- Arswendy Beningswara Nasution como El Sr.Domu
- Tika Panggabean como Mak Domu
- Boris Bokir como Domu Purba
- Gita Bhebhita Gosh como Sarma E. Purba
- Lolox como Gabe Purba
- Indra Jegel como La mejor amiga de Purba
- Rita Matu Mona como Oppung Domu

### Otros personajes
- Paulus Simangunsong como Amang Anggiat
- Indah Permatasari como Neny
- Pritt Timothy como El Sr. Pomo
- Edwin Samosir “Obama” como Sr. Lapo
- Andri Nadeak "Obama" como El Sr. Lapo
- Tivi Tambunan “Obama” como El Sr. Lapo
- Soleh Solihun como El Sr. Neny
- Fitria Sechan como La madre de Neny
- Sabam Samosir como Padre
- Oppung Samantha como Mamak Mak Domu
- Muhadkly Acho como Comediante
- Abdur Arsyad como Comediante
- Oki Rengga como Reserva

### Cameo
- Bene Dion Rajagukguk como vendedor del mercado

## Producción
Después de establecer con éxito la agencia Hahaha Corp, Ernest Prakasa y Dipa Andika fundaron una productora llamada Imaginari, lanzando la primera película, a saber, Ngeri-Ngeri Sedap, dirigida y escrita por Bene Rajagukguk, como su segunda película después de Ghost Writer. Los planes de filmación comenzaron en 2014, cuando Bene actuó en la película Comic 8: Casino Kings parte 1 dirigida por Anggy Umbara junto con varios miembros del elenco de la película Horrible Sedap, a saber, Boris Bokir, Gita Bhebhita y Lolox. Después de tener tiempo para hacer el concepto de esta película, Bene nunca tuvo un punto brillante. Solo continuó el proceso de preproducción de esta película después de dirigir Ghost Writer en 2019, investigando y desarrollando la historia. El cronograma para el inicio del proceso de filmación de esta película se ha pospuesto tres veces debido a la situación y condiciones de la pandemia de Covid-19 en Indonesia.
La noticia de la realización de esta película fue anunciada por primera vez por Bene el 21 de noviembre de 2021, al mismo tiempo que anunció los principales actores que participarán, a saber, los actores de la etnia batak, como Arswendy Beningswara Nasution, Tika Panggabean, Boris Bokir Manullang, y Gita Bhebhita Butar-butar, así como el elenco original del norte de Sumatra Septentrional, como Indra Jegel y Lolox. Además, varias personas de Batak también participaron como equipo, como Padri Nadeak como director de fotografía y Ezra Tampubolon como director artístico.
El rodaje principal de la película comenzó a fines de noviembre de 2021 y finalizó el 15 de diciembre de 2021 en el Lago Toba, en el norte de Sumatra Septentrional.

## Recepción
La película de Ngeri-Ngeri Sedap logró reunir 2.886.121 espectadores tras 64 días de exhibición en salas. Este logro ha convertido a Ngeri-Ngeri Sedap en la película con guion original más taquillera de Indonesia, superando el récord anterior establecido por Cek Toko Selahan de Ernest Prakasa con 2.642.957 espectadores.

## Reconocimientos
| Año  | Premio                      | Categoría                                            | Candidato                     | Resultados |
| ---- | --------------------------- | ---------------------------------------------------- | ----------------------------- | ---------- |
| 2022 | Festival de Cine de Bandung | Películas de cine dignas de elogio                   | Ngeri-Ngeri Sedap             | Pendiente  |
| 2022 | Festival de Cine de Bandung | Elogiado guionista de películas de cine              | Bene Dion Rajagukguk          | Pendiente  |
| 2022 | Festival de Cine de Bandung | Protagonista masculino elogiado en películas de cine | Arswendy Beningswara Nasution | Pendiente  |
| 2022 | Festival de Cine de Bandung | Edición de películas de cine encomiable              | Aline Jusría                  | Pendiente  |
| 2022 | Festival de Cine de Bandung | Encomiable Arreglista Musical para Películas de Cine | Viky Sianipar                 | Pendiente  |